# Marie Juchacz-Frauenpreis
Der Marie Juchacz-Frauenpreis ist eine Auszeichnung des Bundeslandes Rheinland-Pfalz. Der Preis wurde im Jahr 2019 von der rheinland-pfälzischen Ministerpräsidentin Malu Dreyer anlässlich des hundertjährigen Jubiläums zum Frauenwahlrecht als Frauenpreis des Landes Rheinland-Pfalz ins Leben gerufen.

## Beschreibung
Ministerpräsidentin Dreyer gab in einer Pressemitteilung am 28. Januar 2019 bekannt, dass sie einen neuen Frauenpreis gestiftet habe, um das Engagement für Frauenrechte und die Gleichstellung von Mann und Frau zu würdigen. Mit diesem Preis sollen Persönlichkeiten geehrt werden, die sich in diesen Bereichen besonders engagiert haben. Zu ihren Beweggründen erläuterte Dreyer:

„Vor 100 Jahren konnten deutsche Frauen endlich an einer Parlamentswahl teilnehmen. Dafür hatten engagierte Männer und Frauen lange gekämpft und diese staatsbürgerliche Gleichberechtigung war überfällig. Das Jubiläum mahnt uns, die Errungenschaften der Gleichberechtigung nicht leichtfertig aufs Spiel zu setzen, sich für sie einzusetzen und für sie zu streiten.“

Der nicht mit Geld dotierte Preis wurde am 7. Februar 2019 im Rahmen der Feierstunde „100 Jahre Frauenwahlrecht“ erstmals vergeben.
Auf Wunsch von Ministerpräsidentin Dreyer sollten im Laufe des Jahres 2019 Vorschläge für einen Namen des neuen Preises eingereicht werden. In der Folge wurde entschieden, dass der Frauenpreis des Landes Rheinland-Pfalz nach der deutschen Sozialreformerin und Frauenrechtspolitikerin Marie Juchacz benannt wird und ab 2020 Marie Juchacz-Frauenpreis heißt. Die Verleihung findet anlässlich des Internationalen Frauentags jeweils am 8. März statt.
Die Preisträgerinnen werden jeweils von einer hochkarätig besetzten Jury ausgewählt, die mit Expertinnen aus Wissenschaft, Medien, Kunst und Kultur, gesellschaftlichen Verbänden und frauenpolitisch engagierten Interessengruppen besetzt ist. Ihr gehörten im Jahr 2020 beispielsweise die rheinland-pfälzische Frauenministerin Anne Spiegel, die Vorstandsvorsitzende des Verlagshauses Gruner & Jahr Julia Jäkel, die Präsidentin des Deutschen Juristinnenbundes Maria Wersig, die BDKJ-Bundesvorsitzende und stellvertretende Vorsitzende des Deutschen Frauenrats Lisi Maier und die Vorjahrespreisträgerin Lore Maria Peschel-Gutzeit an.
Die Preisträgerinnen erhalten im Rahmen einer feierlichen Veranstaltung in der Mainzer Staatskanzlei im Neuen Zeughaus in Mainz eine Bronzeskulptur, die einen stilisierten Frauenkörper darstellt. Der Entwurf stammt von der rheinhessischen Künstlerin Jutta Lutz. Die mit dem rheinland-pfälzischen Frauenpreis Geehrten müssen nicht in Rheinland-Pfalz wohnen. So war die erste Preisträgerin die Hamburger Juristin Peschel-Gutzeit, und im Folgejahr wurde mit Marlies Krämer eine Saarländerin geehrt.

## Preisträgerinnen
- 2019: Lore Maria Peschel-Gutzeit
- 2020: Marlies Krämer
- 2021: Claudia Neumann[4]
- 2022: Jutta Allmendinger und Rita Süssmuth (für ihr Lebenswerk)[5]
- 2023: Golineh Atai[6]
- 2025: Christina Clemm[7]